# Angraecum microcharis
Angraecum microcharis är en orkidéart som beskrevs av Rudolf Schlechter. Angraecum microcharis ingår i släktet Angraecum och familjen orkidéer. Inga underarter finns listade i Catalogue of Life.